# Božo Bakota
Božo Bakota (Zagreb, 5. listopada 1950. – Ludbreg, 1. listopada 2015.) bio je hrvatski nogometaš. Igrao je na položaju napadača.

## Klupska karijera

### NK Zagreb
Veći dio svoje tuzemne igračke karijere je proveo u NK Zagrebu, gdje je i počeo svoju nogometnu karijeru. Član slavne generacije. Igrač je slavne utakmice kad je došao rekordan broj gledatelja u Maksimir na uzvrat finala kvalifikacija za Prvu ligu. Tad su zagrebaši izborili plasman u Prvu ligu.
U klubu je ostao i nakon što je ovaj ispao iz 1. lige u sezoni 1973./74., odnosno, i kada se klub vratio u 1. ligu, nakon sezone 1975./76.
Iduće tri sezone je igrao veznog igrača u Zagrebu. Najbolja sezona mu je bila 1977./78., kada je postigao 10 pogodaka.
Godinu nakon Zagrebova ispadanja iz lige, Bakota je pošao putem njegova bivšeg trenera Otta Barića u Austriju, u Sturm iz Graza.

### SK Sturm Graz
U Sturmu Bakota je već u svojoj prvoj sezoni, 1980./81., osvojio naslov doprvaka, a u idućoj, 1981./82., bio je najboljim strijelcem s 24 postignuta pogotka u 36 susreta.
U igri su se dopunjavali međusobno on i Gernot Jurtin, višestruki austrijski reprezentativac. 

Također je bio poznat kao sigurni pucač jedanaesteraca.
U međunarodnim okvirima, najveći mu je uspjeh bio ulazak u četvrtzavršnicu Kupa UEFA u sezoni 1983./84. Kod kuće je izgubio od "Nottingham Forresta" s 0:1. Ali, iznenađujuće, Bakotinim pogotkom u uzvratu kod favorita ovaj je negativni rezultat kod kuće bio poništen, tako da se otišlo u produžetke, nakon kojih je ostalo 1:1, čime su engleski nogometaši prošli dalje. 
Bakota je nosio Sturmov dres do 1986., postigavši ukupno 86 pogodaka u austrijskoj Bundesligi. Sveukupno za Sturm odigrao je 200 utakmica i postigao 105 pogodaka.

### Fürstenfeld, Croatia Toronto i Wildon
Nakon Sturma igrao je za FC Fürstenfeld (1986. – 1987.), FC Croatia Toronto (1988. – 1990.), te za austrijski FC Wildon (1990. – 1991.). S FC Croatia Toronto osvojio je kanadski kup 1988. godine.

## Reprezentativna karijera
Za jugoslavensku reprezentaciju odigrao je jednu utakmicu. 15. studenoga 1978. godine zaigrao je, na poziv od tadašnjega izbornika Dražana Jerkovića, za Jugoslaviju u Skoplju u njenoj pobjedi od 4:1 nad Grčkom u Balkanskom kupu.

## Uspjesi i priznanja

### Indivudualna
- najbolji strijelac austrijskog nogometnog prvenstva: 1981./82.

### Klupska
SK Sturm Graz
- austrijski doprvak: 1980./81.
- ulazak u četvrtzavršnicu Kupa UEFA: 1984./85.

FC Croatia Toronto
- kanadski kup (1): 1988.

## Vanjske poveznice
- Nogometni leksikon: Bakota, Božidar